# Super (film)
Super är en amerikansk komedifilm från 2010. I huvudrollerna finns Elliot Page och Rainn Wilson. 

## Handling
Super handlar om Frank som väljer att bli en superhjälte, Crimson Bolt. Trots att han inte har några superkrafter börjar han bekämpa brott med sin kompanjon Boltie, även känd som Libby.

## Om filmen
Super är skriven och regisserad av James Gunn.

## Roller
- Rainn Wilson – Frank Darbo / The Crimson Bolt
- Elliot Page[1] – Libby / Boltie
- Liv Tyler – Sarah Helgeland
- Kevin Bacon – Jacques
- Nathan Fillion – The Holy Avenger
- Michael Rooker – Abe
- Gregg Henry – John Felkner, polis
- Andre Royo – Hamilton
- Sean Gunn – Toby
- Stephen Blackehart – Quill
- Greg Ingram – Long-haired Hood
- William Katt – sergeant Fitzgibbon
- Linda Cardellini – Maria
- Rob Zombie – Gud (röst)
- Don Mac – Mr. Range
- Zach Gilford – Jerry
- Steve Agee – seriebutiksbiträde
- Mollie Milligan – Sarahs syster
- Grant Goodman – Frank som ung